# Morning Star (The Walking Dead)
«Lucero del Alba» —título original en inglés: «Morning Star»— es el decimoprimer episodio de la décima temporada de la serie de televisión The Walking Dead. Se estrenó el día 6 de marzo de 2020 en exclusividad para AMC Premium, por medio de pago para ver el episodio, el día 8 de marzo se estrenó para AMC en todo Estados Unidos. Fue dirigido por Michael E. Satrazemis y el guion estuvieron a cargo de Vivian Tse & Julia Ruchman. Fue estrenado el 9 de marzo de 2020 por la cadena Fox en España e Hispanoamérica. El episodio recibió reseñas positivas de los críticos.

## Trama
Eugene continúa sus conversaciones con Stephanie por la radio. Él descubre que ella también vio el satélite que cae y determina que debe estar relativamente cerca. Eugene le dice que está en Virginia, pero ella aún duda en revelar algo debido a las estrictas reglas de contacto de su comunidad. Eugene le ofrece que le permita seleccionar un momento y un lugar para que se reúnan y ella dice que lo discutirá con los demás. A Hilltop, Aaron llega con Mary, explicando que desea ver a su sobrino, Alex, ahora bajo el cuidado de Earl. Earl no le permite ver a Alex, recordando cómo su gente lo abandonó.
Ezekiel, habiendo sido informado por Jerry y Kelly sobre los eventos en la mina, rastrea a Carol en el antiguo campamento de Daryl en el bosque y la convence de regresar a Hilltop. Daryl y Lydia también regresan poco después, advirtiendo que Alpha y su horda vendrán. Antes de irse con la horda, Negan intenta persuadir a Alpha de que sería mejor aterrorizar a Hilltop y hacer que doblen la rodilla en lugar de matarlos y ella parece considerar esto. Los residentes de Hilltop intentan evacuar, pero descubren que Alpha ha bloqueado todos los caminos que conducen, con guardias de Hilltop reanimados colgados a lo largo del camino. Daryl reconoce esto como una táctica de miedo de Negan, y concluye que ahora está trabajando con Alpha. Sin otra opción, comienzan a reforzar el perímetro de la colonia Hilltop.
Rosita viene en busca de Eugene y descubre la radio desatendida con Stephanie tratando de comunicarse con Eugene. Rosita le pregunta quién es y Stephanie inmediatamente se queda callada. Eugene se apresura a regresar e intenta suavizar la situación, pero es incapaz de obtener una respuesta de Stephanie, y le pide severamente a Rosita que se vaya mientras continúa tratando de restablecer la comunicación. Carol visita a Ezekiel y se da cuenta de su tumor cancerígeno y los dos tienen relaciones. Mary intenta ver a Alex y es detenida por Alden, reprendiéndola por su papel percibido en la decapitación de Enid y otros de la feria. Rosita más tarde encuentra a Eugene armando defensas y lo alienta a no renunciar a Stephanie, desafiándolo a besarla, sabiendo su largo enamoramiento por ella. Se da cuenta de que no puede hacerlo, lo que demuestra el punto de Rosita de que realmente está interesado en Stephanie y decide seguir tratando de contactarla. Lo hace, cantando un extracto de "When the Wild Wind Blows" (tema de Iron Maiden) que se había negado a cantar previamente. Cuando termina de cantar, ella vuelve a la radio y completa la canción. Ella se disculpa por romper el contacto y le da las coordenadas para conocerla en una semana. Daryl y Ezekiel se encuentran antes de la batalla, reconciliando sus disputas pasadas y prometiéndose mutuamente que si uno de ellos cayera, el otro estaría a cargo de sacar a los niños del peligro.
Los residentes de Hilltop se reúnen con armas y escudos fuera de los muros de la comunidad y se preparan para enfrentar a la horda. La horda de caminantes se ralentiza con trampas eléctricas y una barricada improvisada que permitió a los sobrevivientes matar a los caminantes desde una distancia segura. En el bosque, Alpha y Negan se preparan para la segunda mitad de su plan. Alpha le dice a Negan que tiene la intención de que los sobrevivientes se unan a ella, como parte de su horda. Los Susurradores cargan granadas de líquido inflamable y las arrojan a la barricada, a las paredes de Hilltop y a los propios sobrevivientes. Luego siguen con flechas en llamas, incendiando la barricada. Las llamas y la fuerza de la horda son demasiado grandes y los sobrevivientes se ven obligados a retroceder. Al intentar volver a entrar en la colonia Hilltop, las paredes exteriores se incendian, atrapando a los sobrevivientes entre el fuego y la horda.

## Producción

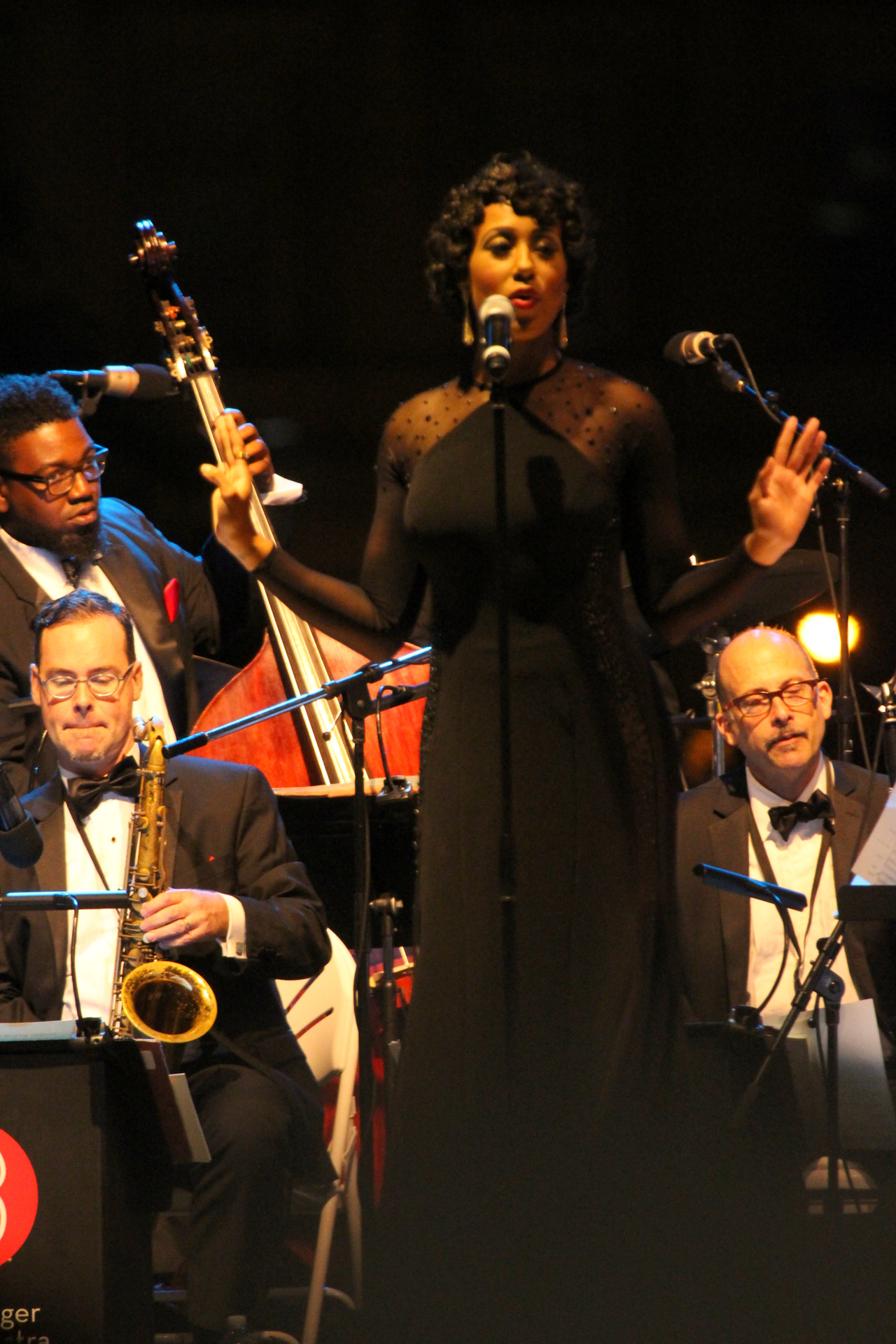
Margot Bingham es Stephanie, quien revela su identidad en el episodio.

Este episodio revela la identidad de la misteriosa mujer en la radio cuyo nombre es Stephanie, interpretada por Margot Bingham, una miembro de la Commonwealth. La canción que Eugene le canta en la radio a Stephanie es "When The Wild Wind Blows" de Iron Maiden, esta canción dio buenas críticas durante el episodio.
Los actores regulares Danai Gurira (Michonne), Seth Gilliam (Gabriel Stokes), Nadia Hilker (Magna) y Lauren Ridloff (Connie) no aparecen, pero igual son acreditados.

## Recepción

### Recepción crítica
"Morning Star" recibió críticas positivas. En Rotten Tomatoes, el episodio tiene un índice de aprobación del 94% con un puntaje promedio de 7.56 de 10, basado en 17 revisiones. El consenso crítico del sitio dice: "Antes de terminar con un espectacular colgador de acantilados, 'Morning Star' enfrenta al equipo de Hilltop contra los Susurradores en una batalla hábilmente escenificada que promete un final sangriento para esta temporada".
Dustin Rowles de Uproxx escribió: "Es una batalla tremendamente grandiosa y un gran límite para el final del episodio, que de otra manera traficaba en algunos momentos agradables de personajes, particularmente los de Rosita y Eugene". Elogió a Christian Serratos, escribiendo que ella "ha sido muy buena esta temporada ahora que finalmente se le ha dado algún material con el que trabajar".
Al escribir para Pajiba, Brian Richards le dio una crítica promedio, y escribió en resumen: "No es un mal episodio, a pesar de que tomó mucho tiempo poner la pelota en marcha y finalmente comenzar la guerra contra los Susurradores".
Matt Fowler de IGN le dio al episodio un 8 sobre 10 y escribió: "'Morning Star' contó una historia y la contó bien. Reunió a todo el elenco en un lugar y los obligó a entrar batalla contra probabilidades asombrosas. Se sintió lo suficientemente grande e importante como para ser la 'pelea final para resolver todo' cuando se trata de la Guerra de los Susurradores".

### Calificaciones
"Morning Star" recibió 2.93 millones de espectadores, la calificación más baja en la historia del programa hasta la fecha.